# Karlo Bartolec
Karlo Bartolec (Zágráb, 1995. április 20. –) horvát válogatott labdarúgó, az Asztana játékosa.

## Pályafutása

### Klubcsapatokban
Bartolec a horvát Dinamo Zagreb és a Lokomotiva Zagreb akadémiáin kezdte el labdarúgó-pályafutását, a horvát élvonalban 2014. március 15-én az utóbbi csapatban debütált egy Rijeka elleni mérkőzésen. 2016 nyarán Dániába szerződött; 2016 és 2019 között a dán élvonalban a Nordsjælland csapatában nyolcvankilenc mérkőzésen hét gólt szerzett, majd 2019 nyarán az FC København csapata szerződtette le, amellyel a 2019–2020-as Európa-liga negyeddöntőjében szerepelt. 2021 augusztusában szerződtette le őt a horvát Osijek. 2023. január 23-án a magyar élvonalbeli Puskás Akadémiához szerződött. Hat nappal később, a Mezőkövesd elleni bajnoki mérkőzésen mutatkozott be csapatában. 2023 január és 2023 augusztus között volt a felcsúti csapat játékosa, ez idő alatt összesen 16 mérkőzésen lépett pályára és 2 gólpasszt adott.

### A válogatottban
Többszörös horvát utánpótlás-válogatott. A felnőtt válogatottban 2018. október 15-én mutatkozott be egy Jordánia elleni barátságos mérkőzésen.

#### Mérkőzései a horvát válogatottban
| #  | Dátum               | Ellenfél     | Eredmény | Kiírás              | Esemény |
| -- | ------------------- | ------------ | -------- | ------------------- | ------- |
| 1. | 2018. október 15.   | Jordánia     | 2 – 1    | barátságos mérkőzés | 45' 64' |
| 2. | 2019. június 11.    | Tunézia      | 1 – 2    | barátságos mérkőzés | 46'     |
| 3. | 2019. szeptember 6. | Szlovákia    | 4 – 0    | Eb-selejtező        |         |
| 4. | 2019. szeptember 9. | Azerbajdzsán | 1 – 1    | Eb-selejtező        | 76'     |
| 5. | 2019. november 19.  | Grúzia       | 2 – 1    | barátságos mérkőzés | 46'     |

## Statisztika

### A horvát válogatottban
| Horvátország | Horvátország | Horvátország |
| Év           | Mérk.        | Gólok        |
| ------------ | ------------ | ------------ |
| 2018         | 1            | 0            |
| 2019         | 4            | 0            |
| Összesen     | 5            | 0            |